# Danuta Stachyra
Danuta Stachyra (ur. 16 lutego 1950) – polska lektorka filmowa oraz spikerka audycji radiowych. Od lat współpracuje z Polskim Radiem. Od września 2013 roku jest lektorką TVP Regionalnej. 

## Wybrana filmografia
- 2007: Wilcza matka
- 2007: Mutter
- 2007: Lekcja angielskiego
- 2006: 13 lat 13 minut
- 2005: Polska egzotyczna
- 2005: Erementar Gerad
- 2004: Henryk Sławik. Polski Wallenberg
- 2004: Daphne (Hikari to Mizu no Daphne)
- 2002: Haibane renmei: Stowarzyszenie szaropiórych
- 2002: Zakładnicy Kaukazu
- 2001: Mieszko
- 2000: Nieparzyści
- 1998: Mazurek Dąbrowskiego (Maldis Marek)
- 1997: Picasso i teatr
- 1996-1997: Czarodziejka z Księżyca Sailor Stars
- 1995-1996: Czarodziejka z Księżyca SuperS
- 1995: Czarodziejka z Księżyca SuperS: The Movie - Czarna Dziura snów
- 1995: Czarodziejka z Księżyca SuperS: Odcinki specjalne
- 1995: Ślady. Tadeusz Gajcy
- 1994-1995: Czarodziejka z Księżyca S
- 1994: Czarodziejka z Księżyca S: The Movie - Serca w lodzie
- 1994: Warszawa walczy 1939-1945: 63 dni powstania warszawskiego
- 1994: Podróż do Soczi
- 1994: Dzieci tundry
- 1993-1994: Czarodziejka z Księżyca R
- 1993: Czarodziejka z Księżyca R: The Movie - Obietnica róży
- 1992-1993: Czarodziejka z Księżyca
- 1992: Candy Candy
- 1989: Sally czarodziejka